# Scottish Championships 1877
Lo Scottish Championships 1877 è stato un torneo di tennis. È stata la 1ª edizione dello Scotland Championships e seconda prova stagionale per il 1877. Si è giocato sui campi in erba di St Andrews in Scozia. Il torneo è stato vinto da Patten.

## Risultati

### Singolare
James Patten MacDougall ha vinto in finale il suo primo titolo in carriera.